# ABC (gruppo musicale)
Gli ABC sono un gruppo musicale synth pop NewRomantic britannico, nato nel 1980 a Sheffield, nel South Yorkshire.
La band ha collezionato ben dieci singoli nella Top 40 inglese e cinque in quella statunitense tra il 1981 e il 1990, ed ancora oggi continua il suo percorso musicale.
L'ultimo album inedito, The Lexicon of Love II, sequel del celeberrimo debutto, è stato pubblicato a maggio 2016.

## Storia
Martin Fry incontra casualmente il chitarrista Mark White e il sassofonista Stephen Singleton durante un'intervista per il giornale universitario. I due avevano creato nel 1977 il gruppo Vice Versa e cercavano un altro membro per le loro esibizioni. Da quest'incontro nascono gli ABC, e con Fry alla voce, a cui si aggiungono Mark Lickley al basso e David Robinson alla batteria, pubblicano il loro primo singolo dal titolo Tears Are Not Enough, nel novembre 1981, che entrò nella Top 20 inglese, al diciannovesimo posto.
Robinson lasciò per essere sostituito da David Palmer e nel 1982 vennero pubblicati altri due singoli, Poison Arrow e The Look Of Love, che arrivano al decimo posto nelle classifiche UK, facendo strada all'album di debutto The Lexicon of Love (Neutron, 1982).
Il disco si piazzò subito bene e la band intraprese il primo tour mondiale. Nell'estate del 1983 Palmer lasciò il gruppo, ma pochi mesi dopo uscì comunque l'album Beauty Stab, anticipato dal singolo That Was Then But This Is Now.
Il suono passa dal new romantic del primo album ad un rock-pop non particolarmente gradito dai fan.
Anche Singleton lascia il gruppo e il duo Fry/White reclutano Fiona Russel-Power e David Yarritu e nell'ottobre 1984 pubblicano How To Be Zillionaire.
Alphabet City, di due anni dopo, presenta atmosfere soul dance, come anche Up (1989) e Abracadabra (1991).
Nel 1992 anche White abbandona e Fry dà vita ai Magic Skulls.
Solo nel 1997 resuscita gli ABC, pubblicando Skyscraping che tenta di emulare l'album di debutto. Nel 1999 viene registrato dal tour The Lexicon Live. Da lì in poi solo antologie e ripubblicazioni.

## Formazione

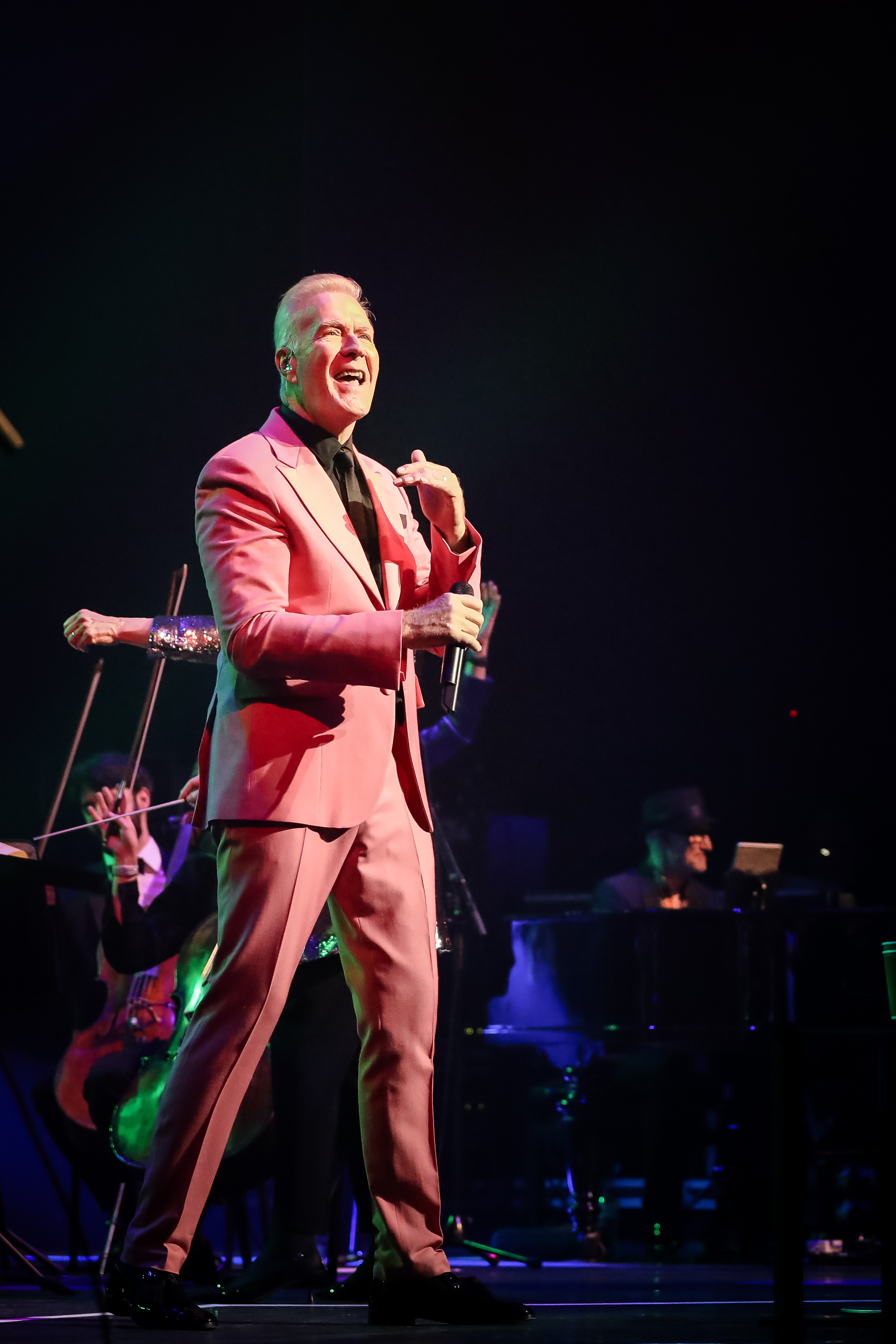
Esibizione degli ABC in novembre 2023

### Formazione attuale
- Martin Fry - voce (1980 - in attività)
- David Palmer - batteria (1982, 2004 - in attività)

### Ex componenti
- Mark White - chitarra, tastiere (1980–1992)
- Stephen Singleton - sassofono (1980–1984)
- Mark Lickley - basso elettrico (1980–1982)
- David Robinson - batteria (1980–1982)
- Fiona Russell-Powell - voce (1985)
- David Yarritu - cori (1985)
- Glenn Gregory - cori (1995–1997)
- Honeyroot - chitarra (1995–1997)

## Discografia

### Album in studio
- 1982 - The Lexicon of Love (Neutron/Phonogram)
- 1983 - Beauty Stab (Neutron/Phonogram)
- 1985 - How to Be a...Zillionaire! (Neutron/Phonogram)
- 1987 - Alphabet City (Neutron/Phonogram)
- 1989 - Up (Neutron/Phonogram)
- 1991 - Absolutely (Neutron/Phonogram)
- 1991 - Abracadabra (Parlophone)
- 1992 - ABC 1 (Pickwick)
- 1992 - ABC 2 (Pickwick)
- 1997 - Master Series (Polygram)
- 1997 - Skyscraping (Deconstruction Records)
- 2000 - Lection (Mercury)
- 2000 - One Better World (Delta)
- 2008 - Traffic (Borough Music)
- 2016 - The Lexicon of Love II